# Leif Målberg
Leif Målberg (* 1. September 1945) ist ein ehemaliger schwedischer Fußballspieler und -trainer.

## Laufbahn
Målberg spielte zwischen 1965 und 1980 für IF Elfsborg, für die der Abwehrspieler 337 Mal in der Allsvenskan auflief und acht Tore erzielte. 1985 bis 1986 und 1990 trainierte er jeweils seinen Stammverein.
Målberg gehörte bei der Weltmeisterschaft 1970 zum Aufgebot der schwedischen Nationalmannschaft, kam aber während des Turniers nicht zum Einsatz. 
| Personendaten    | Personendaten                            |
| ---------------- | ---------------------------------------- |
| NAME             | Målberg, Leif                            |
| KURZBESCHREIBUNG | schwedischer Fußballspieler und -trainer |
| GEBURTSDATUM     | 1. September 1945                        |